# Compolibat
Compolibat (Complibat en occitan) est une commune française, située dans le département de l'Aveyron en région Occitanie.

## Géographie

### Localisation
Compolibat, village situé au cœur d'une zone vallonnée et entourée de hautes collines boisées, se situe à mi-chemin entre Brandonnet et Prévinquières, environ à 15 km de Villefranche-de-Rouergue et 40 km de Rodez. L'Aveyron (grande rivière) passe à Compolibat et apporte une activité de loisirs, la pêche est très pratiquée dans la région.
Les collines boisées recèlent aussi de bonnes surprises pour les fins gourmets : les champignons (cèpes, girolles, etc.).

### Communes  limitrophes
Les communes limitrophes sont  Brandonnet, Lanuéjouls, Le Bas Ségala, Maleville, Privezac, Prévinquières et Rieupeyroux.

### Hydrographie

#### Réseau hydrographique

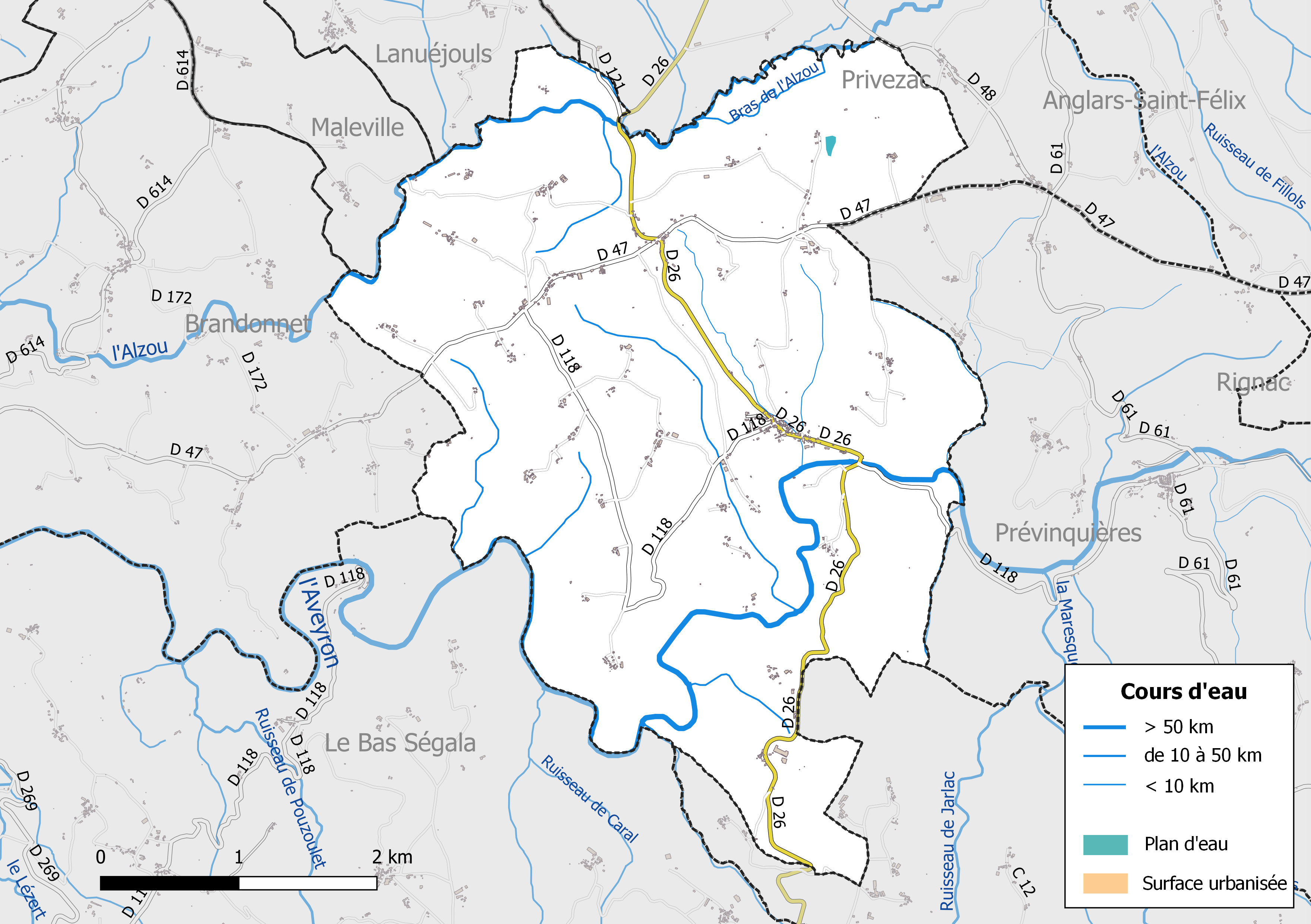
Réseaux hydrographique et routier de Compolibat.

La commune est drainée par l'Aveyron, l'Alzou, Bras de l'Alzou et par divers petits cours d'eau.
L'Aveyron, d'une longueur totale de 290,6 km, prend sa source dans la commune de Sévérac d'Aveyron et se jette  dans le Tarn à Barry-d'Islemade, après avoir arrosé 60 communes.
L'Alzou, d'une longueur totale de 43,9 km, prend sa source dans la commune de Goutrens et se jette  dans l'Aveyron à Villefranche-de-Rouergue, après avoir arrosé 11 communes.

#### Gestion des cours d'eau
La gestion des cours d’eau situés dans le bassin de l’Aveyron est assurée par l’établissement public d'aménagement et de gestion des eaux (EPAGE) Aveyron amont, créé le 1er janvier 2017, en remplacement du syndicat mixte du bassin versant Aveyron amont,,.

### Climat
Pour des articles plus généraux, voir Climat de l'Occitanie et Climat de l'Aveyron.
En 2010, le climat de la commune est de type climat océanique altéré, selon une étude s'appuyant sur une série de données couvrant la période 1971-2000. En 2020, Météo-France publie une typologie des climats de la France métropolitaine dans laquelle la commune est dans une zone de transition entre le climat océanique altéré et le climat de montagne et est dans la région climatique Sud-est du Massif Central, caractérisée par une pluviométrie annuelle de 1 000 à 1 500 mm, minimale en été, maximale en automne.
Pour la période 1971-2000, la température annuelle moyenne est de 12 °C, avec une amplitude thermique annuelle de 15,8 °C. Le cumul annuel moyen de précipitations est de 1 003 mm, avec 11,4 jours de précipitations en janvier et 6,4 jours en juillet. Pour la période 1991-2020, la température moyenne annuelle observée sur la station météorologique la plus proche, située sur la commune du Bas Ségala à 6 km à vol d'oiseau, est de 12,4 °C et le cumul annuel moyen de précipitations est de 1 062,4 mm,. Pour l'avenir, les paramètres climatiques de la commune estimés pour 2050 selon différents scénarios d'émission de gaz à effet de serre sont consultables sur un site dédié publié par Météo-France en novembre 2022.

### Milieux naturels et biodiversité

#### Sites Natura 2000

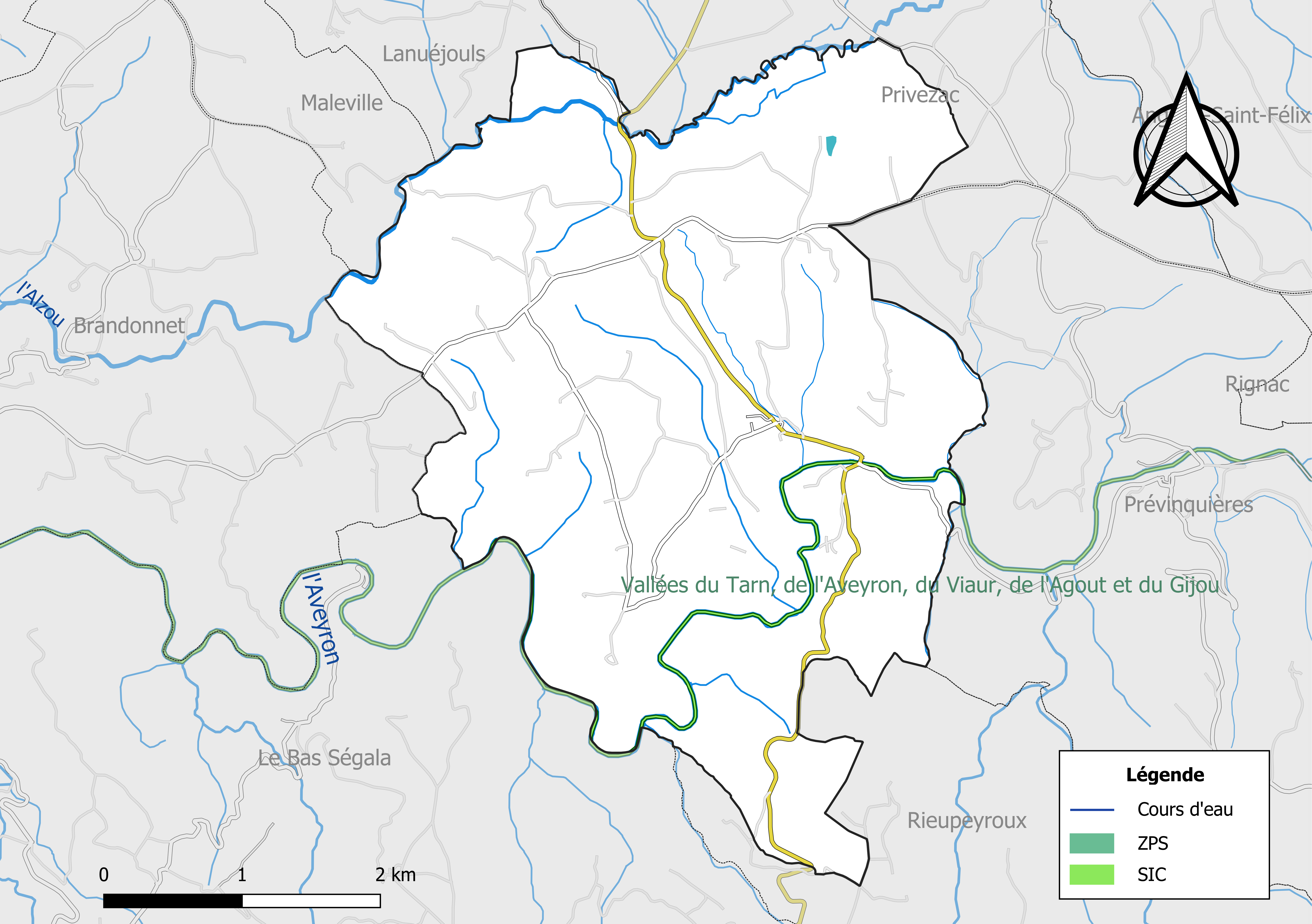
Sites Natura 2000 sur le territoire communal.

Le réseau Natura 2000 est un réseau écologique européen de sites naturels d’intérêt écologique élaboré à partir des Directives « Habitats » et « Oiseaux ». Ce réseau est constitué de Zones spéciales de conservation (ZSC) et de Zones de protection spéciale (ZPS). Dans les zones de ce réseau, les États Membres s'engagent à maintenir dans un état de conservation favorable les types d'habitats et d'espèces concernés, par le biais de mesures réglementaires, administratives ou contractuelles.
Un site Natura 2000 a été défini sur la commune au titre de la « directive Habitats » : 
Les « Vallées du Tarn, de l'Aveyron, du Viaur, de l'Agout et du Gijou », d'une superficie de 17 144 ha, s'étendent sur 136 communes dont 41 dans l'Aveyron, 8 en Haute-Garonne, 50 dans le Tarn et 37 dans le Tarn-et-Garonne. Elles présentent une très grande diversité d'habitats et d'espèces dans ce vaste réseau de cours d'eau et de gorges. La présence de la Loutre d'Europe et de la moule perlière d'eau douce est également d'un intérêt majeur.

#### Zones naturelles d'intérêt écologique, faunistique et floristique
L’inventaire des zones naturelles d'intérêt écologique, faunistique et floristique (ZNIEFF) a pour objectif de réaliser une couverture des zones les plus intéressantes sur le plan écologique, essentiellement dans la perspective d’améliorer la connaissance du patrimoine naturel national et de fournir aux différents décideurs un outil d’aide à la prise en compte de l’environnement dans l’aménagement du territoire.
Le territoire communal de Compolibat comprend une ZNIEFF de type 1,, 
la « Rivière Aveyron » (3 500 ha), couvrant 63 communes dont 38 dans l'Aveyron, 5 dans le Tarn et 20 dans le Tarn-et-Garonne
, et une ZNIEFF de type 2,, 
la « Vallée de l'Aveyron » (14 644 ha), qui s'étend sur 68 communes dont 41 dans l'Aveyron, 5 dans le Tarn et 22 dans le Tarn-et-Garonne.

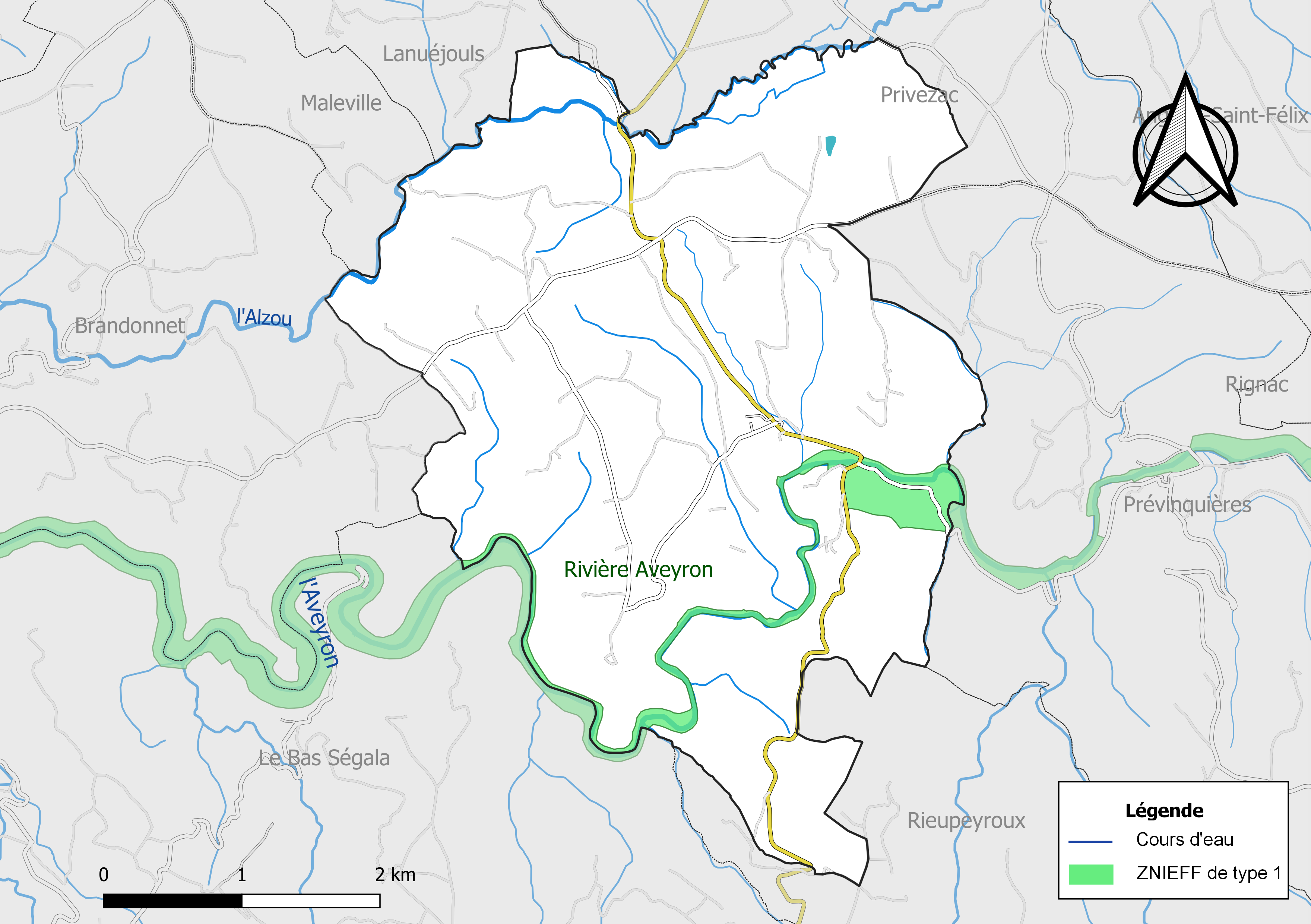
Carte de la ZNIEFF de type 1 de la commune.
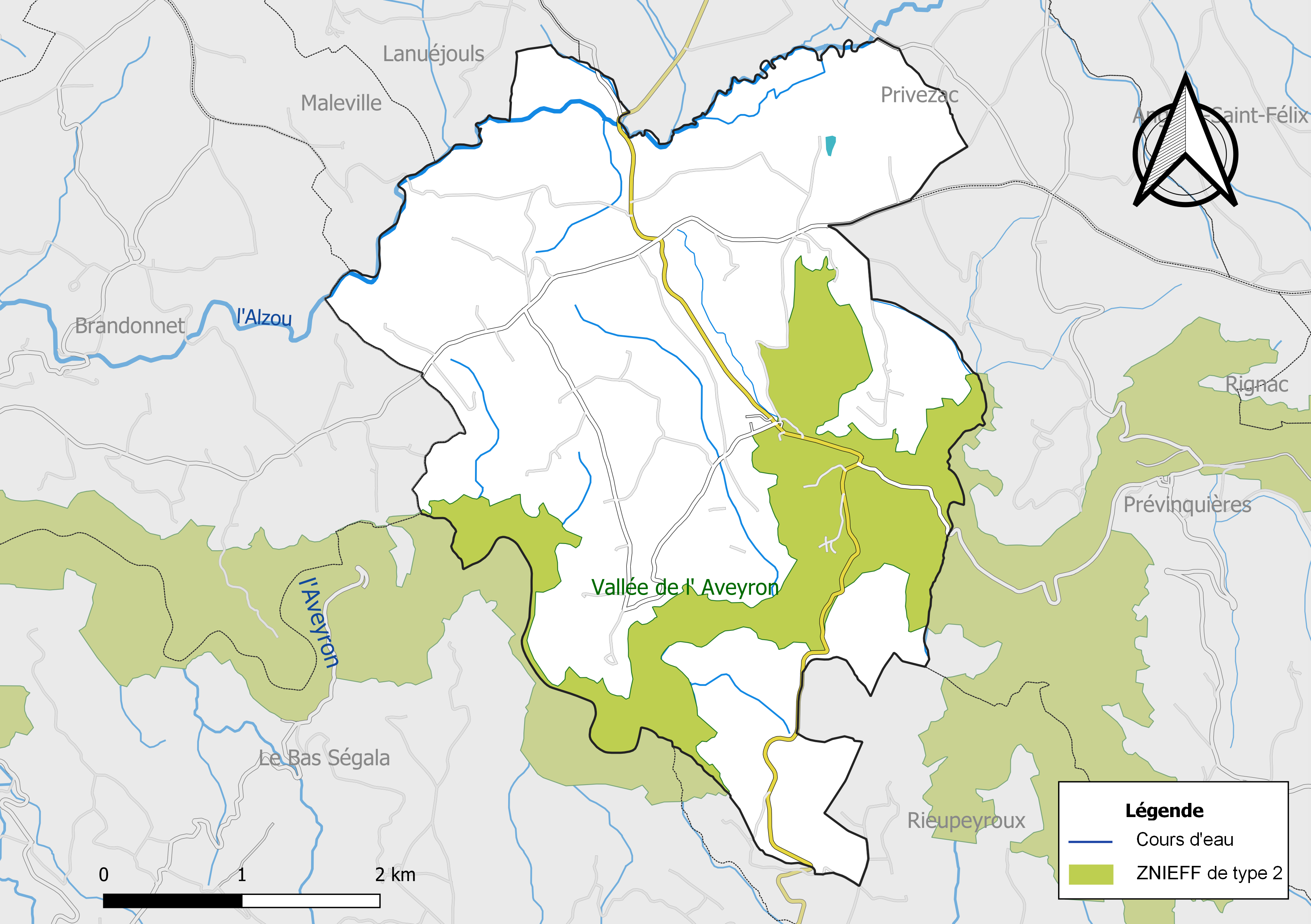
Carte de la ZNIEFF de type 2 de la commune.

## Urbanisme

### Typologie
Au 1er janvier 2024, Compolibat est catégorisée commune rurale à habitat très dispersé, selon la nouvelle grille communale de densité à 7 niveaux définie par l'Insee en 2022.
Elle est située hors unité urbaine. Par ailleurs la commune fait partie de l'aire d'attraction de Villefranche-de-Rouergue, dont elle est une commune de la couronne,. Cette aire, qui regroupe 34 communes, est catégorisée dans les aires de moins de 50 000 habitants,.

### Occupation des sols

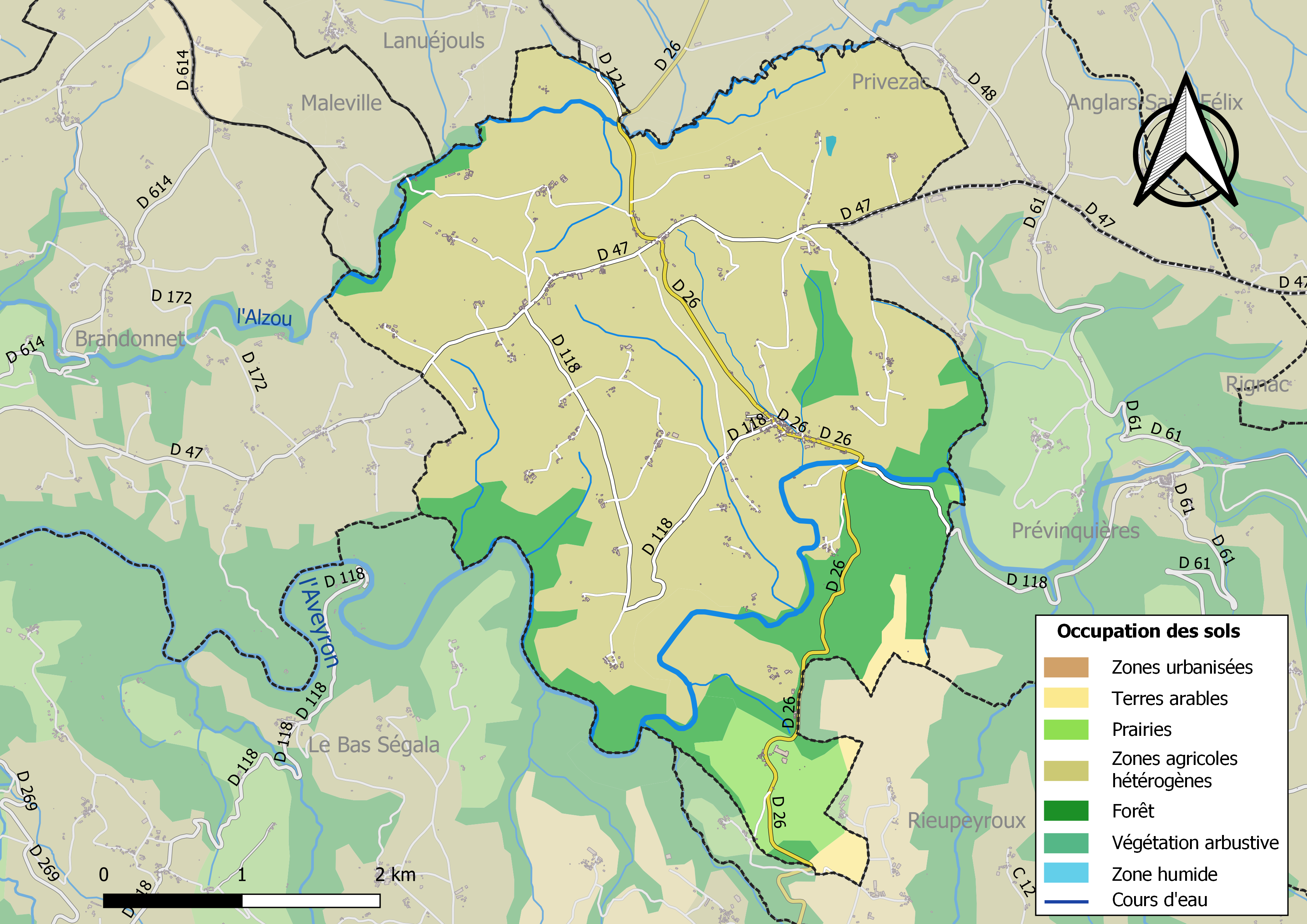
Infrastructures et occupation des sols de la commune de Compolibat.

L'occupation des sols de la commune, telle qu'elle ressort de la base de données européenne d’occupation biophysique des sols Corine Land Cover (CLC), est marquée par l'importance des territoires agricoles (82 % en 2018), une proportion sensiblement équivalente à celle de 1990 (81,7 %). La répartition détaillée en 2018 est la suivante : 
zones agricoles hétérogènes (76,6 %), forêts (18 %), prairies (3,8 %), terres arables (1,6 %).

### Planification
La loi SRU du 13 décembre 2000 a incité fortement les communes à se regrouper au sein d’un établissement public, pour déterminer les partis d’aménagement de l’espace au sein d’un SCoT, un document essentiel d’orientation stratégique des politiques publiques à une grande échelle. La commune est dans le territoire du SCoT du Centre Ouest Aveyron  approuvé en février 2020. La structure porteuse est le Pôle d'équilibre territorial et rural Centre Ouest Aveyron, qui associe neuf EPCI, notamment la communauté de communes du Plateau de Montbazens, dont la commune est membre.
La commune, en 2017, avait engagé l'élaboration d'un plan local d'urbanisme.

### Risques majeurs
Le territoire de la commune de Compolibat est vulnérable à différents aléas naturels : climatiques (hiver exceptionnel ou canicule), feux de forêts et séisme (sismicité très faible).
Il est également exposé à deux risques particuliers, les risques radon et minier,.

#### Risques naturels
Le Plan départemental de protection des forêts contre les incendies découpe le département de l’Aveyron en sept « bassins de risque » et définit une sensibilité des communes à l’aléa feux de forêt (de faible à très forte). La commune est classée en sensibilité faible.
Les mouvements de terrains susceptibles de se produire sur la commune sont soit des mouvements liés au retrait-gonflement des argiles, soit des effondrements liés à des cavités souterraines. Le phénomène de retrait-gonflement des argiles est la conséquence d'un changement d'humidité des sols argileux. Les argiles sont capables de fixer l'eau disponible mais aussi de la perdre en se rétractant en cas de sécheresse. Ce phénomène peut provoquer des dégâts très importants sur les constructions (fissures, déformations des ouvertures) pouvant rendre inhabitables certains locaux. La carte de zonage de cet aléa peut être consultée sur le site de l'observatoire national des risques naturels Géorisques. Une autre carte permet de prendre connaissance des cavités souterraines localisées sur la commune.

#### Risques particuliers
La commune est concernée par le risque minier, principalement lié à l’évolution des cavités souterraines laissées à l’abandon et sans entretien après l’exploitation des mines.
Dans plusieurs parties du territoire national, le radon, accumulé dans certains logements ou autres locaux, peut constituer une source significative d’exposition de la population aux rayonnements ionisants. Toutes les communes du département sont concernées par le risque radon à un niveau plus ou moins élevé. La commune de Compolibat est classée à risque moyen à élevé.

## Toponymie
La plus ancienne mention écrite du nom de Compolibat figure dans le testament du comte de Rouergue, Raymond II, en 961, où il est écrit Campolivado. Puis, on trouve la mention Campo Libato ou Campus Libatus. En occitan on écrit «Complibat» prononcé Coumplibat.

## Histoire

### Antiquité
La voie romaine qui va de Segodunum Rutenorum (Rodez) à Divona (Cahors) traverse la commune. Le hameau de Cranton, à 2,5 km au nord-ouest du bourg, correspond vraisemblablement à l'étape de Carantomago mentionnée sur la table de Peutinger comme première étape à l'ouest de Rodez, après le passage du pont de la Monnaie sur l'Alzou où une borne leugaire a été retrouvée( (commune d'Anglars-Saint-Félix) et avant la seconde étape située à Varadetum (Varaire).

### Moyen Âge
- Au Xe siècle, la terre (alleu) et l'église de Campolivado appartenaient à Raymond II, comte de Rouergue. Il avait épousé Berthe, comtesse d'Arles et d'Avignon, une nièce du roi d'Italie et était fort riche. Dans son testament, il légua à certains de ses enfants les châteaux et terres d'Aubin, Brandonnet, Compolibat (à la fille d'Odoin), Cransac, et d'autres fiefs. La famille de Najac était propriétaire du château de Privezac.
- En 1170, c'est le gendre Fortunat de Valette qui en est propriétaire, il vend ses biens à Bertrand de Balaguier en 1262. Une des filles de Bertrand de Balaguier épouse Bertrand Huc de Cardaillac. Ensuite la seigneurie de Compolibat fut confiée à la famille de Cardaillac qui occupait un petit fort sur une motte, La Mota. À chaque invasion, le fort de Compolibat servait à se défendre, protéger la population et surtout conserver les provisions de grain. Le prieuré fut dédié à sainte Anne puis à saint Georges.
- En 1316, le 31 octobre Guillaume et Bertrand Hugues de Cardaillac, frères et seigneurs de Privezac et de Maleville y fondèrent un monastère de Filles de l'ordre de Saint-Benoît qu'ils confièrent à 12 bénédictines, dirigées par une Preceptrix ou commanderesse élue (dans certains livres, on parle de l'ordre de Saint-Augustin car ces mêmes religieuses devaient s'occuper d'un hôpital qui existait à cette époque).
- En 1318, le 25 mars l'acte fut passé par le notaire Fontalbat et le pape Jean XXII. Les fondateurs et leur famille nommaient 8 places, la commanderesse 3, et l'évêque de Rodez une place.
- En 1432, le 18 septembre avec le consentement de Pons de Cardaillac, seigneur de Valady et de Compolibat, l'hôpital fut réuni au chapitre de Saint-Christophe, fondation de la même famille.
- En 1475, Marguerite de Cardaillac épouse Guy de Levis, baron de Caylus.

### Époque moderne
- En 1568, les Huguenots pillent le château de Privezac. Le comte Antoine de Levis, qui est très apprécié, le fait rebâtir avec autant de fenêtres que de jours dans l'année. Il est alors un des plus beaux de la région. A la mort du comte, son cousin Robert de Lignérac en hérite du château.
- En 1605 Guillaume Mazars, curé de Compolibat, le premier recteur connu, administre la paroisse jusqu'en 1614 avec Michel Mazars (vicaire de Compolibat). Le vicaire deviendra lui-même administrateur de la paroisse jusqu'en 1634.
- En 1622, la comtesse de Caylus, seigneuresse de Compolibat, ordonne des réparations aux fortifications de l'église de Compolibat, et à nouveau en 1651.
- En 1649, l'église posséde 4 cloches.
- En 1760, construction du pont de l'Alzou (petite rivière entre Bournazel et Goutrens).
- En 1771, Robert de Lignerac vendit le château de Privezac à la famille de Brunet, de Conques.
- En 1774, Jacques de Brunet vint habiter le château de Privezac, il était autoritaire, brutal. À la suite de procès entre lui et la population, il fut obligé de quitter Privezac en 1789. Il fut remplacé par la famille de Moly de Maleville.

### Époque contemporaine
- En 1789, pendant la Révolution, à Compolibat, 3 cloches furent enlevées dans l'église par les émissaires du gouvernement et transportées à Villefranche-de-Rouergue par quelques habitants de la paroisse. La dernière cloche resta en place jusqu'en 1845, elle se fêla et fut ensuite refondue et replacée avec 2 autres cloches.
- En 1792, le château de Privezac fut pillé et brûlé par les paysans de la région.
- En 1829, Jean-Pierre Blanc (curé de la paroisse de Compolibat 1826-1844) dessina les plans et le fit construire le pont du Cambon ainsi que la grange du Presbytère.
- En 1842, l'église commençait à prendre de l'humidité autant à l'extérieur qu'à l'intérieur et à la construction de la route de Carmaux à Decazeville on déblaya la partie extérieure de l'église et son pourtour ce qui donna en même temps la place publique actuelle (cimetière autrefois) qui jouxtait l'église ce qui donna plus de grâce à l'édifice.
- En 1844, Monsieur François Gabriac, curé de Compolibat en 1844 et 1854, fit faire la chaire romane, remplaça les confessionnaux et la construction du clocher.
- En 1862, Monsieur Michel Mazières (curé de 1854 à 1870), crée le couvent des Religieuses.
- En 1862, construction du pont de Compolibat sur la rivière Aveyron.
- En 1870, Monsieur Régis Raynal, curé de Compolibat de 1870 à 1906, fait agrandir de l'église en l'espace de trois ans, et refait la décoration : les autels renouvelés, des vitraux placés "Deux Cœurs Saints", des ornements achetés, le presbytère restauré.
- En 1876, en août, fondation communale de l'École Libre de Jeunes Filles à Compolibat dirigée par les sœurs.
- En 1885, construction de la sacristie avec les pierres de la vieille tour qui servait d'escalier pour aller au clocher ; c'est ainsi que disparaissaient les derniers vestiges du château (aujourd'hui, le fort et la chapelle ont disparu et à cet emplacement figure un jardin surélevé, attenant à la future église, et à l'usage du curé de la paroisse).
- En 1906, Monsieur Joseph Serin, curé de 1906-1928, avait une haute culture intellectuelle, musicale et artistique. Horloger de métier, il fut nommé Archiprêtre de Vabres et dut quitter Compolibat à son grand regret.
- En 1928, Monsieur Alfred Domergue, curé de 1928 à 1960, fait restaurer à nouveau l'église en 1930 ; il fait édifier le Chemin de Croix du Calvaire en 1945. Il a reçu la croix de La Légion d'Honneur
- En 1960, Monsieur Louis Jammes, curé de 1960 à 1973, fonde le bulletin paroissial Notre Clocher qui paraît tous les mois.
- En 1973, Monsieur Jean Mercier est nommé curé de Compolibat.

Elle est la patrie d'Enric Mouly, fondateur de lo Grelh roergàs; la vallée de l'Aveyron est le décor de ses nombreux romans.

## Politique et administration

### Découpage territorial
La commune de Compolibat est membre de la communauté de communes du Plateau de Montbazens, un établissement public de coopération intercommunale (EPCI) à fiscalité propre créé le 31 décembre 1996 dont le siège est à Montbazens. Ce dernier est par ailleurs membre d'autres groupements intercommunaux.
Sur le plan administratif, elle est rattachée à l'arrondissement de Villefranche-de-Rouergue, au département de l'Aveyron et à la région Occitanie. Sur le plan électoral, elle dépend du  canton de Villeneuvois et Villefranchois pour l'élection des conseillers départementaux, depuis le redécoupage cantonal de 2014 entré en vigueur en 2015, et de la deuxième circonscription de l'Aveyron  pour les élections législatives, depuis le dernier découpage électoral de 2010.

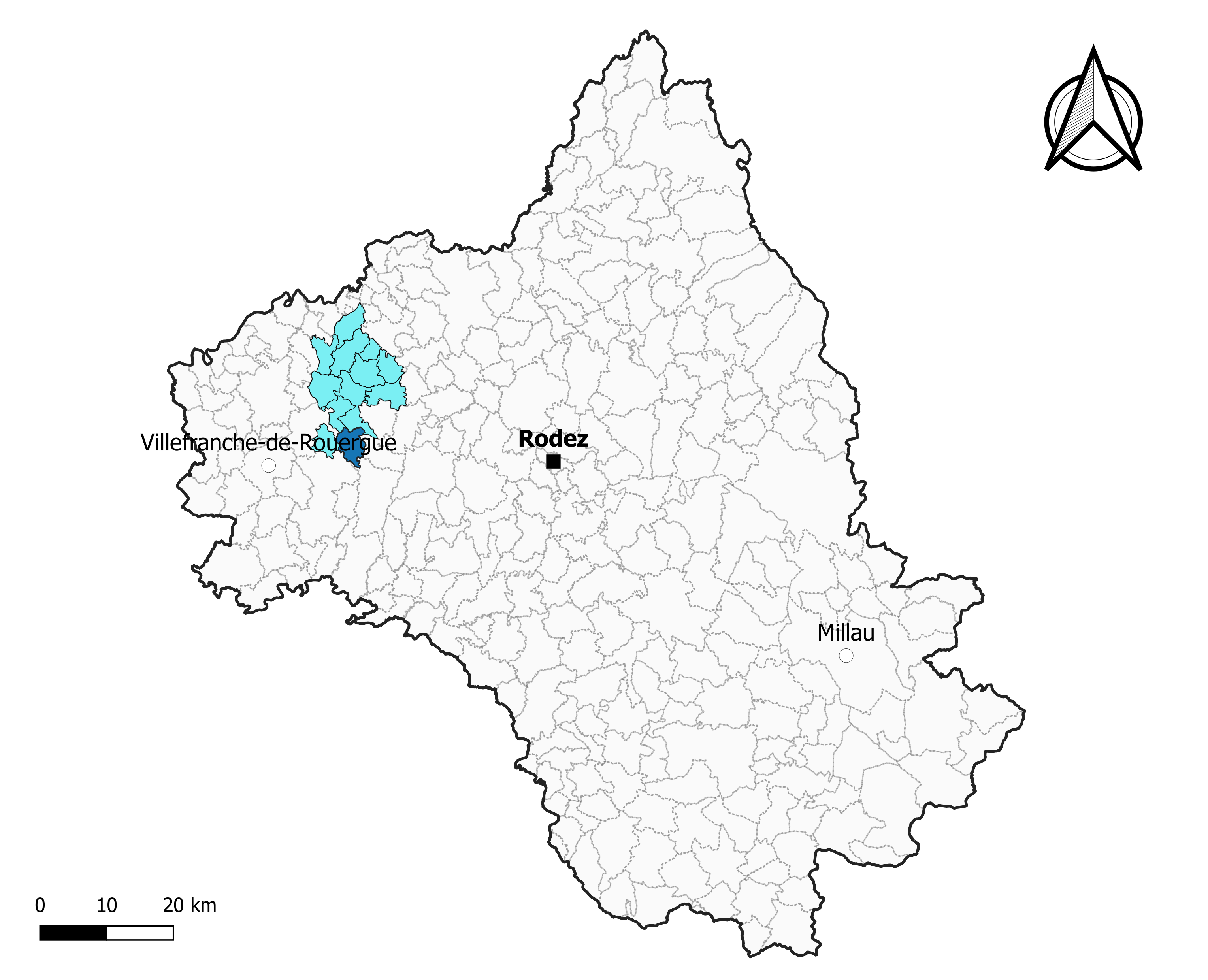
Compolibat dans l'intercommunalité en 2020.
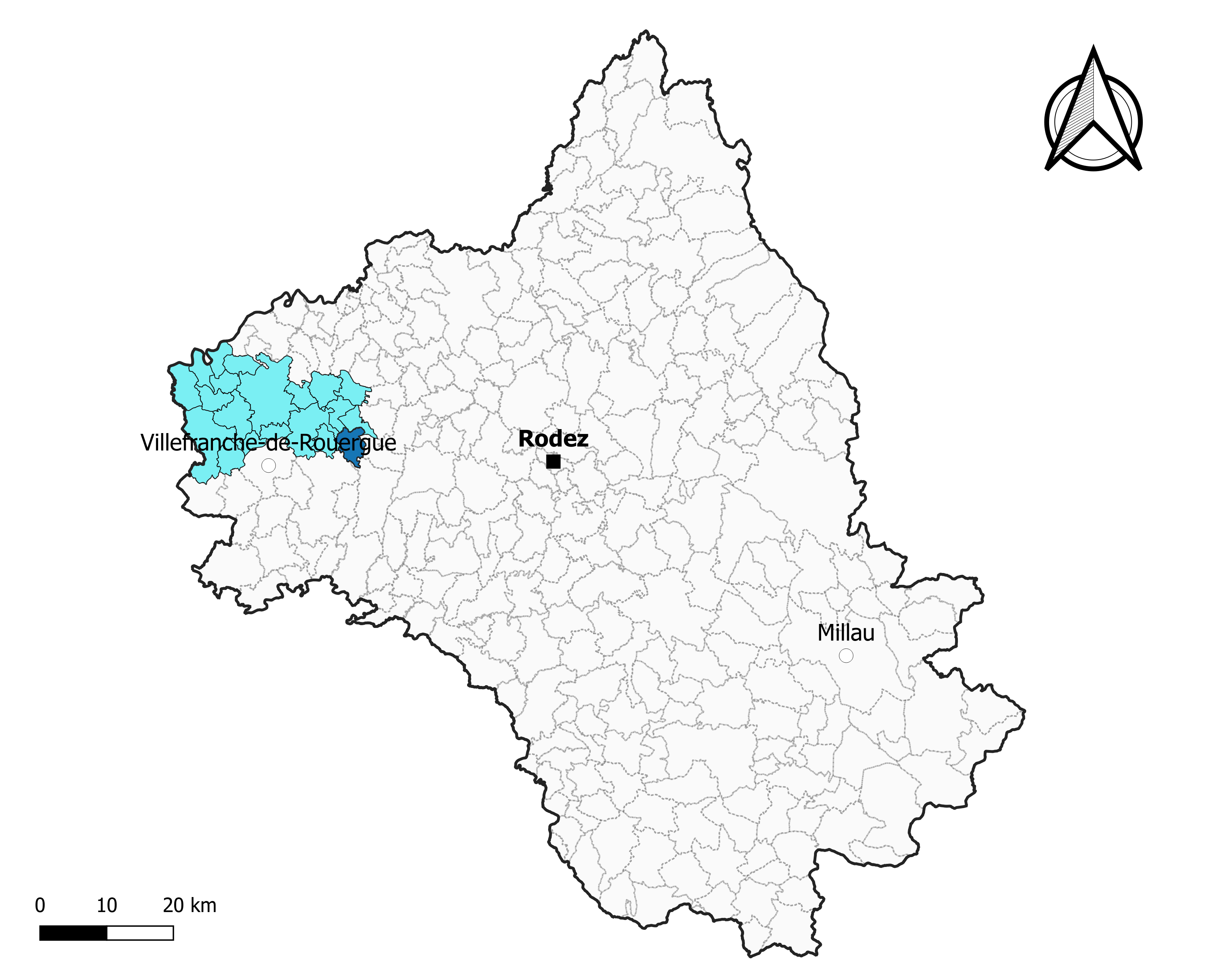
Compolibat dans le canton de Villeneuvois et Villefranchois en 2020.
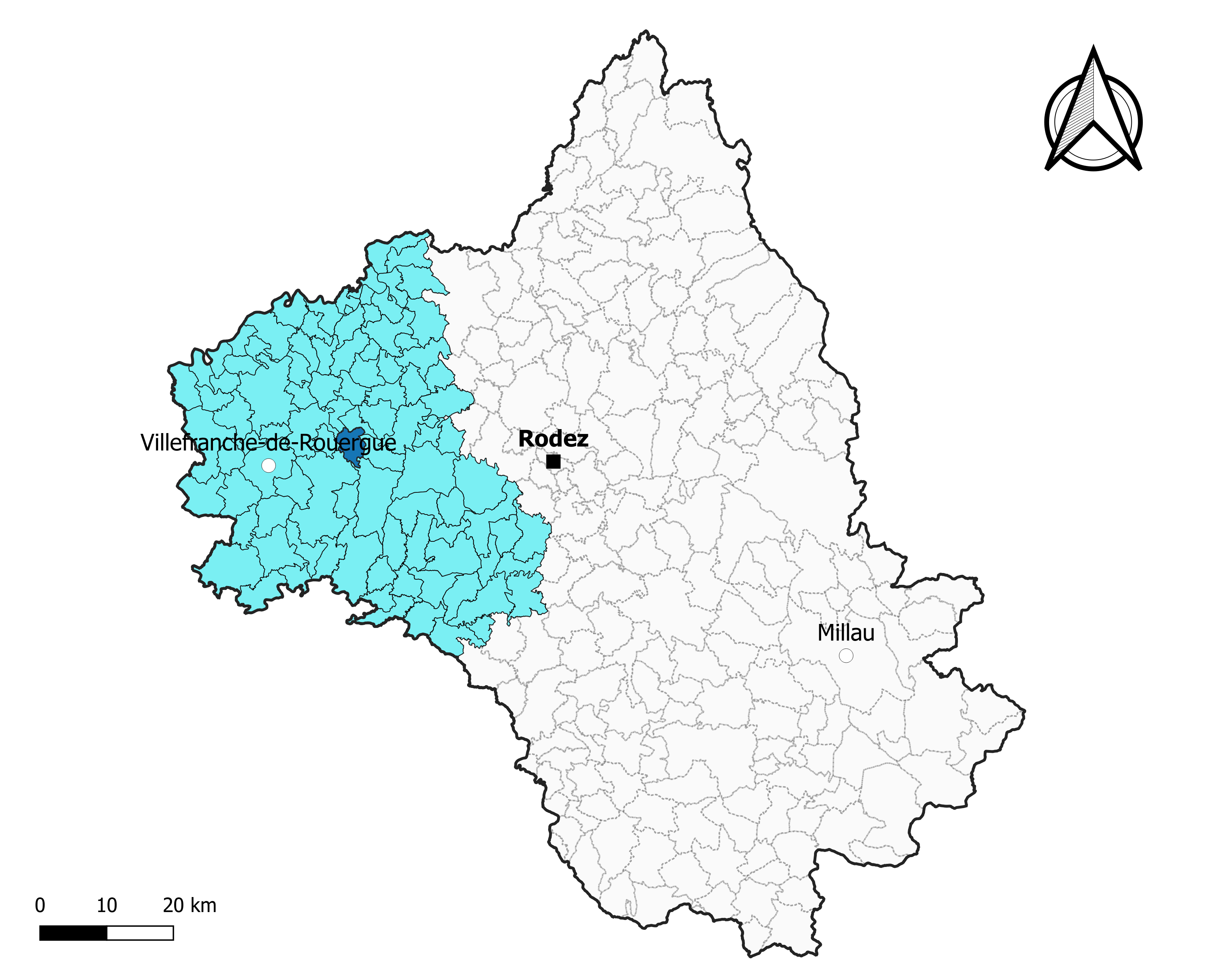
Compolibat dans l'arrondissement de Villefranche-de-Rouergue en 2020.

### Élections municipales et communautaires

#### Élections de 2020
Le conseil municipal de Compolibat, commune de moins de 1 000 habitants, est élu au scrutin majoritaire plurinominal à deux tours avec candidatures isolées ou groupées et possibilité de panachage. Compte tenu de la population communale, le nombre de sièges à pourvoir lors des élections municipales de 2020 est de 15. La totalité des  dix candidats en lice lors du premier tour est élue dès le premier tour, le 15 mars 2020, avec un taux de participation de 57,62 %. Le dernier  conseiller restant à élire est élu au second tour, qui se tient le 28 juin 2020 du fait de la pandémie de Covid-19, avec un taux de participation de 35,74 %.
Francis Deleris, maire sortant, est réélu pour un nouveau mandat le 3 juillet 2020.
Dans les communes de moins de 1 000 habitants, les conseillers communautaires sont désignés parmi les conseillers municipaux élus en suivant l’ordre du tableau (maire, adjoints puis conseillers municipaux) et dans la limite du nombre de sièges attribués à la commune au sein du conseil communautaire. Deux sièges sont attribués à la commune au sein de la communauté de communes du Plateau de Montbazens.

#### Liste des maires
| Période                                  | Période   | Identité         | Étiquette | Qualité      |
| ---------------------------------------- | --------- | ---------------- | --------- | ------------ |
| juin 1995                                | mars 2014 | Jean Moly        |           |              |
| mars 2014                                | En cours  | Francis Deleris, |           | Ancien cadre |
| Les données manquantes sont à compléter. |           |                  |           |              |

## Démographie
L'évolution du nombre d'habitants est connue à travers les recensements de la population effectués dans la commune depuis 1793. Pour les communes de moins de 10 000 habitants, une enquête de recensement portant sur toute la population est réalisée tous les cinq ans, les populations de référence des années intermédiaires étant quant à elles estimées par interpolation ou extrapolation. Pour la commune, le premier recensement exhaustif entrant dans le cadre du nouveau dispositif a été réalisé en 2004.

En 2022, la commune comptait 334 habitants, en évolution de −5,38 % par rapport à 2016 (Aveyron : +0,37 %, France hors Mayotte : +2,11 %).
| 1793 | 1800 | 1831 | 1836 | 1841 | 1846 | 1851 | 1856 | 1861 |
| ---- | ---- | ---- | ---- | ---- | ---- | ---- | ---- | ---- |
| 478  | 500  | 740  | 740  | 806  | 813  | 955  | 900  | 847  |

| 1866 | 1872  | 1876 | 1881  | 1886  | 1891  | 1896 | 1901 | 1906 |
| ---- | ----- | ---- | ----- | ----- | ----- | ---- | ---- | ---- |
| 942  | 1 027 | 892  | 1 021 | 1 014 | 1 017 | 881  | 778  | 779  |

| 1911 | 1921 | 1926 | 1931 | 1936 | 1946 | 1954 | 1962 | 1968 |
| ---- | ---- | ---- | ---- | ---- | ---- | ---- | ---- | ---- |
| 712  | 636  | 655  | 660  | 637  | 605  | 566  | 568  | 556  |

| 1975 | 1982 | 1990 | 1999 | 2004 | 2006 | 2009 | 2014 | 2019 |
| ---- | ---- | ---- | ---- | ---- | ---- | ---- | ---- | ---- |
| 508  | 472  | 469  | 405  | 414  | 417  | 395  | 356  | 334  |

| 2022 | - | - | - | - | - | - | - | - |
| ---- | - | - | - | - | - | - | - | - |
| 334  | - | - | - | - | - | - | - | - |

## Économie

### Revenus
En 2018  (données Insee publiées en septembre 2021), la commune compte 145 ménages fiscaux, regroupant 343 personnes. La médiane du revenu disponible par unité de consommation est de 20 850 € (20 640 € dans le département).

### Emploi
| Division       | 2008  | 2013  | 2018  |
| -------------- | ----- | ----- | ----- |
| Commune        | 5,4 % | 4,3 % | 5,6 % |
| Département    | 5,4 % | 7,1 % | 7,1 % |
| France entière | 8,3 % | 10 %  | 10 %  |

En 2018, la population âgée de 15 à 64 ans s'élève à 182 personnes, parmi lesquelles on compte 76,5 % d'actifs (70,9 % ayant un emploi et 5,6 % de chômeurs) et 23,5 % d'inactifs,. En  2018, le taux de chômage communal (au sens du recensement) des 15-64 ans est inférieur à celui de la France et département, alors qu'en 2008 il était supérieur à celui du département et inférieur à celui de la France.
La commune fait partie de la couronne de l'aire d'attraction de Villefranche-de-Rouergue, du fait qu'au moins 15 % des actifs travaillent dans le pôle,. Elle compte 52 emplois en 2018, contre 69 en 2013 et 66 en 2008. Le nombre d'actifs ayant un emploi résidant dans la commune est de 133, soit un indicateur de concentration d'emploi de 38,7 % et un taux d'activité parmi les 15 ans ou plus de 50,7 %.
Sur ces 133 actifs de 15 ans ou plus ayant un emploi, 39 travaillent dans la commune, soit 29 % des habitants. Pour se rendre au travail, 84 % des habitants utilisent un véhicule personnel ou de fonction à quatre roues, 0,8 % les transports en commun, 2,3 % s'y rendent en deux-roues, à vélo ou à pied et 13 % n'ont pas besoin de transport (travail au domicile).

### Activités hors agriculture
24 établissements sont implantés  à Compolibat au 31 décembre 2019. Le tableau ci-dessous en détaille le nombre par secteur d'activité et compare les ratios avec ceux du département,.
Le secteur de l'industrie manufacturière, des industries extractives et autres est prépondérant sur la commune puisqu'il représente 33,3 % du nombre total d'établissements de la commune (8 sur les 24 entreprises implantées  à Compolibat), contre 17,7 % au niveau départemental.

### Agriculture
La commune est dans le Segala, une petite région agricole occupant l'ouest du département de l'Aveyron. En 2020, l'orientation technico-économique de l'agriculture  sur la commune est l'élevage bovin, orientation mixte lait et viande.
|               | 1988  | 2000  | 2010  | 2020  |
| ------------- | ----- | ----- | ----- | ----- |
| Exploitations | 70    | 48    | 42    | 32    |
| SAU (ha)      | 1 344 | 1 419 | 1 419 | 1 448 |

Le nombre d'exploitations agricoles en activité et ayant leur siège dans la commune est passé de 70 lors du recensement agricole de 1988  à 48 en 2000 puis à 42 en 2010 et enfin à 32 en 2020, soit une baisse de 54 % en 32 ans. Le même mouvement est observé à l'échelle du département qui a perdu pendant cette période 51 % de ses exploitations,. La surface agricole utilisée sur la commune a quant à elle augmenté, passant de 1 344 ha en 1988 à 1 448 ha en 2020. Parallèlement la surface agricole utilisée moyenne par exploitation a augmenté, passant de 19 à 45 ha.

## Culture locale et patrimoine

### Lieux et monuments
- La voie romaine venant de Lyon par Feurs, Saint-Paulien Saint Chély d'Aubrac et Rodez passe par Compolibat après avoir traversé l'Alzou au Pont de la Mannaye, sur la commune de Saint-Félix d'Anglars. De là elle rejoint Varaire, puis Cahors (Divona, très prisée pour ses thermes). Un probable embranchement permettait de rejoindre Vailhourles, où l'on a trouvé une autre borne romaine, puis Albias, plus vers le sud-ouest.
- Le plus ancien moulin de l'Aveyron est le Moulin de Capelle, du nom de la famille Capelle ; ils possédaient ce moulin avant 1454 et jusqu'en 1758. En 1616 Pierre Capelle tient toujours ce moulin à 3 meules : 1 pour le froment et 2 pour le seigle, et ajoute une scierie. Ensuite est arrivée la famille Andrieu et ils ont modernisé le moulin en remplaçant les meules par des cylindres, le camion a succédé au mulet aux grelots qui allait dans les villages prendre le blé et rapporter la farine aux villageois  qui cuisaient eux-mêmes le pain.
- Le moulin de Roquenoubal[56] fut construit vers 1600 par le seigneur de Privezac dont dépendait Compolibat, attenant au moulin : une scierie, un pressoir pour le cidre et pour l'huile de noix. Le tout était mu par 6 rouleaux, grâce à une chute d'eau de 2,20 m. La famille Marre l'a acheté en 1850 à Monsieur Tournier. Le moulin est devenu une minoterie à cylindres, commandés par une turbine de 30 cv, pendant 40 ans. Actuellement la scierie existe toujours ainsi qu'une fabrique de cageots.
- Les Igues[57]  de Rouffiès[58] et du Py[59], presque uniques, non seulement en France, mais même en Europe. Elles ont été produites par le ruissellement des eaux dans ces pentes. Elles ont d'abord creusé un fossé qui s'est agrandi peu à peu jusqu'à une vingtaine de mètres de profondeur et une cinquantaine de large. Leur curiosité se trouve dans la décoration des parois qui semblent être sculptées de main d'homme. Suivant la dureté de l'argile, l'eau a plus ou moins rogné et a produit des colonnes, des piliers, tous de dimensions variables, surmontés de rebords, d'encorbellements, dont l'ensemble fait penser à des ruines.
- Église Saint-Georges de Compolibat.
- Chapelle de la Bonélie.

### Personnalités liées à la commune
- Enric Mouly (1896-1981), écrivain, a écrit une monographie à cette commune sous le titre Complibat en 1977
- Charles Mouly (1919-2009) : fils d'Enric Mouly, journaliste et écrivain